# Saint-Gence
Saint-Gence é uma comuna francesa na região administrativa da Nova Aquitânia, no departamento de Alto Vienne. Estende-se por uma área de 21,77 km². Em 2010 a comuna tinha 2 181 habitantes (densidade: 100,2 hab./km²).